# Robert Pilot
Robert Wakeham Pilot (né le 9 octobre 1898 à Saint-Jean de Terre-Neuve à Terre-Neuve et mort le 17 décembre 1967 à Montréal) est un artiste canadien connu comme peintre, graveur et muraliste.

## Biographie
Il est le fils d'Edward Frederick Pilot et de son épouse Barbara (née Merchant). En 1910, sa mère, veuve, épouse de l'artiste Maurice Cullen et s'installe dans la maison de Cullen à Montréal. Dans son enfance, Pilot a aidé Cullen dans son studio, et les deux se sont lancés dans des voyages pour explorer le dessin. Il a ensuite étudié à Montréal avec William Brymner puis, en mars 1916, il s’est enrôlé dans l’armée. Il a servi comme mitrailleur au mortier de tranchée au sein du Corps expéditionnaire canadien, artillerie de la cinquième division pendant la Première Guerre mondiale. De 1920 à 1922, il a étudié à l'Académie Julian à Paris. En 1922, il expose au Salon de Paris. Son travail a subi des influences impressionnistes après avoir visité la colonie d'artistes à Concarneau.
À son retour au Canada, il est élu membre associé de l'Académie royale des arts du Canada en 1925 et occupe le poste de président de l'Académie de 1952 à 1954.

Sa première exposition personnelle eut lieu en 1927, chez Watson Art Galleries. Il remporte le prix Jessie Dow cette année-là ainsi qu'en 1934. 
Voyageant abondamment en Europe, mais aussi au Québec, il cultive une vision relativement nostalgique du paysage urbain ou rural, dans lequel il camoufle le plus souvent les témoignages visuels d’une modernisation du territoire.
 Il s'est enrôlé de nouveau en 1941, pendant la Seconde Guerre mondiale, en tant que capitaine dans le régiment des Black Watch. Il a été mentionné dans des dépêches en Italie, ce qui l'a conduit à devenir membre de l'Ordre de l'Empire britannique (MBE) en 1944. Il a reçu la médaille du couronnement de la reine Élisabeth II en 1953. 
Les peintures de Pilot ont été présentées à Winston Churchill, à la reine Élisabeth II et au duc d’Édimbourg. D'autres se retrouvent dans la collection du Musée des beaux-arts du Canada et du Musée national des beaux-arts du Québec.
Pilot est décédé à l'Hôpital général de Montréal le 17 décembre 1967. Son épouse Patricia (née Dawes) et son fils Wakeham lui ont survécu. Une exposition rétrospective de son œuvre, eut lieu au Musée des beaux-arts de Montréal en 1969.